# Bai Baihe
Bai Bai He (en chino: 白百何; 1 de marzo de 1984 en Qingdao) es una actriz china, reconocida por sus papeles en películas como Love is Not Blind, Personal Tailor, Monster Hunt y Go Away Mr. Tumor. Inició su carrera a mediados de la década de 2000 con una aparición en la serie de televisión Bloom of Youth y logró repercusión en su país en la década de 2010.

## Biografía

### Primeros años
Bai nació en Qingdao, ciudad-prefectura localizada en la provincia de Shandong. Asistió a la Escuela Primaria de Wendeng Road, donde empezó a mostrar talento en el canto, el baile y la actuación. A los doce años fue admitida en la Academia de Danza de Pekín. En el año 2000 hizo una audición para un papel en la película del renombrado cineasta Zhang Yimou Happy Times, y aunque no fue seleccionada, Zhang vio potencial en ella y le recomendó que se postulara para la Academia Central de Drama, en la cual fue finalmente admitida en el año 2002. Poco después de su graduación, Bai Baihe hizo su debut como actriz en la serie de televisión Bloom of Youth (2006). Continuó su carrera apareciendo en las series dramáticas Where is Happiness (2007) y My Youthfulness (2009).

### Reconocimiento
Bai logró reconocimiento en su país con la comedia romántica Love Is Not Blind de 2011, en la que compartió el papel principal con Wen Zhang. Esta producción de bajo presupuesto se convirtió en un éxito sorpresa en la taquilla china y le valió a  Bai obtener el premio a la mejor actriz en los Hundred Flowers Awards. El año siguiente protagonizó el drama de espías Fu Chen y fue nominada en el Festival de Televisión de Shanghai en la categoría de mejor actriz.
Acto seguido protagonizó la película cómica de Feng Xiaogang Personal Tailor (2013), que rompió récords de taquilla el día de su estreno. Ese mismo año interpretó el papel principal en la comedia romántica A Wedding Invitation junto a Eddie Peng. La película fue un éxito comercial y los críticos elogiaron el desempeño de Bai por "mantener a un personaje que podría fácilmente caer en lo infantil y ridículo". Su carrera continuó con la película de corte romántico The Stolen Years, por la que recibió críticas muy favorables y fue acuñada como "la diva del cine romántico en la China continental".
Bai consolidó su posición en su país natal con la película de aventuras de 2015 Monster Hunt, dirigida por Raman Hui. El filme fue un éxito de taquilla y se convirtió en la segunda película comercialmente más exitosa en la historia del cine chino, después de The Mermaid de 2016. Luego protagonizó la comedia romántica Go Away Mr. Tumor, que fue seleccionada como la candidata de China en la categoría de mejor película en lengua extranjera en la 88.ª edición de los Premios de la Academia. Bai ganó el premio a la mejor actriz en los Premios del Gremio de Directores de Cine de China, el Festival de Cine Estudiantil de Beijing y los Premios Huabiao por su actuación como una caricaturista que lucha contra el cáncer con una actitud optimista.
En 2016 protagonizó junto a Chen Kun la película de aventuras Chongqing Hot Pot, seguida del drama I Belonged to You, nuevamente con un desempeño de taquilla notable. En 2017 protagonizó la cinta policiaca The Missing, dirigida por Xu Jinglei. Ese mismo año filmó dos producciones televisivas: el drama médico Surgeons y la serie romántica Only Side by Side with You.
En 2018 Bai repitió su papel en la secuela de Monster Hunt. Ese mismo año protagonizó First Night Nerves bajo la dirección de Stanley Kwan. Un año después interpretó el papel principal en el filme dramático A City Called Macau, una adaptación de la novela homónima de Geling Yan dirigida por Li Shaohong. En 2020 se anunció su participación en el lartometraje A Boyfriend for My Girlfriend, donde interpretará el papel de Tian Xin.

## Filmografía

### Cine
| Año  | Título internacional          | Título local         | Papel          |
| ---- | ----------------------------- | -------------------- | -------------- |
| 2011 | The Law of Attraction         | 万有引力             | Shi Xiaolin    |
| 2011 | Love is Not Blind             | 失恋33天             | Huang Xiaoxian |
| 2012 | First Time                    | 第一次               | Wei Jiajia     |
| 2013 | A Wedding Invitation          | 分手合约             | Qiao Qiao      |
| 2013 | The Stolen Years              | 被偷走的那五年       | He Man         |
| 2013 | Personal Tailor               | 私人订制             | Xiao Biao      |
| 2014 | The Truth About Beauty        | 整容日记             | Guo Jing       |
| 2015 | Monster Hunt                  | 捉妖记               | Huo Xiaolan    |
| 2015 | Go Away Mr. Tumor             | 滚蛋吧！肿瘤君       | Xiong Dun      |
| 2015 | Cities in Love                | 恋爱中的城市         | Yan Ran        |
| 2015 | Les Aventures d'Anthony       | 陪安东尼度过漫长岁月 | Xiao Ying      |
| 2016 | Chongqing Hot Pot             | 火锅英雄             | Yu Xiaohui     |
| 2016 | I Belonged to You             | 从你的全世界路过     | Li Zhi         |
| 2017 | The Missing                   | 绑架者               | Lin Wei        |
| 2018 | Monster Hunt 2                | 捉妖记2              | Huo Xiaolan    |
| 2018 | First Night Nerves            | 八个女人一台戏       | Fu Sha         |
| 2019 | A City Called Macau           | 媽閣是座城           | Mei Xiao'ou    |
| 2019 | Begin, Again                  | 亲爱的新年好         | Shu Jin        |
| TBA  | A Boyfriend for My Girlfriend | 情圣2                | Tian Xin       |

### Televisión
| Año  | Título internacional       | Título local     | Papel        |
| ---- | -------------------------- | ---------------- | ------------ |
| 2006 | Bloom of Youth             | 與青春有關的日子 | Qiao Qiao    |
| 2007 | Where is Happiness         | 幸福在哪里       | Gan Lu       |
| 2009 | My Youthfulness            | 我的青春谁做主   | Lei Lei      |
| 2010 | The Lying Lover            | 说谎的爱人       | Dong Nan     |
| 2011 | Family, Power N            | 家的N次方        | Zhao Wen     |
| 2012 | Fu Chen                    | 浮沉             | Qiao Li      |
| 2012 | Rules Before a Divorce     | 离婚前规则       | Jiang Xinyao |
| 2013 | Little Big Soldier         | 大兵小将         | Sha Man      |
| 2013 | Love is Not Blind          | 失恋33天         |              |
| 2013 | Jinan City is our Hometown | 我们这拨人       | Qiao Qiao    |
| 2015 | Grow Up                    | 长大             | Ye Chunmeng  |
| 2017 | Surgeons                   | 外科风云         | Lu Chenxi    |
| 2018 | Only Side by Side with You | 南方有乔木       | Nan Qiao     |
| 2020 | New Face                   | 焕脸             |              |